# Кршинці
45°26′ пн. ш. 18°10′ сх. д. / 45.44° пн. ш. 18.16° сх. д.
Кршинці (хорв. Kršinci) — населений пункт у Хорватії, в Осієцько-Баранській жупанії у складі громади Подгорач.

## Населення
Населення за даними перепису 2011 року становило 126 осіб.
Динаміка чисельності населення поселення:

## Клімат
Середня річна температура становить 10,97 °C, середня максимальна – 25,12 °C, а середня мінімальна – -5,68 °C. Середня річна кількість опадів – 715 мм.
| Клімат поселення                              | Клімат поселення | Клімат поселення | Клімат поселення | Клімат поселення | Клімат поселення | Клімат поселення | Клімат поселення | Клімат поселення | Клімат поселення | Клімат поселення | Клімат поселення | Клімат поселення | Клімат поселення |
| Показник                                      | Січ.             | Лют.             | Бер.             | Квіт.            | Трав.            | Черв.            | Лип.             | Серп.            | Вер.             | Жовт.            | Лист.            | Груд.            |                  |
| Середній максимум, °C                         | 6,08             | 7,94             | 12,46            | 16,98            | 22,19            | 25,12            | 25,10            | 24,58            | 20,40            | 15,04            | 9,21             | 5,26             |                  |
| Середня температура, °C                       | 0,19             | 2,06             | 6,58             | 11,10            | 16,30            | 19,23            | 21,20            | 20,68            | 16,48            | 11,14            | 5,30             | 1,38             |                  |
| Середній мінімум, °C                          | −5,68            | −3,82            | 0,70             | 5,22             | 10,42            | 13,35            | 17,30            | 16,78            | 12,58            | 7,22             | 1,40             | −2,55            |                  |
| Норма опадів, мм                              | 45               | 43               | 42               | 55               | 66               | 92               | 65               | 63               | 53               | 63               | 71               | 57               |                  |
| Середньомісячна швидкість вітру, м/с          | 2.20             | 2.42             | 2.70             | 2.60             | 2.30             | 2.10             | 2.10             | 1.90             | 1.90             | 2.00             | 2.13             | 2.22             |                  |
| Середньомісячна сонячна радіація, кДж/м²·день | 4245             | 6945             | 10866            | 15298            | 19284            | 21267            | 22203            | 20285            | 14959            | 9285             | 4836             | 3609             |                  |
| --------------------------------------------- | ---------------- | ---------------- | ---------------- | ---------------- | ---------------- | ---------------- | ---------------- | ---------------- | ---------------- | ---------------- | ---------------- | ---------------- | ---------------- |
| Джерело:                                      |                  |                  |                  |                  |                  |                  |                  |                  |                  |                  |                  |                  |                  |